# Oliver Buff
Oliver Buff (Baden, 3 de agosto de 1992) é um futebolista profissional suíço que atua como meia. Atualmente, defende o FK Žalgiris.

## Carreira
Oliver Buff fez parte do elenco da Seleção Suíça de Futebol da Olimpíadas de 2012.